# Гута-Боровенська
Гута-Боровенська — село в Україні, у Камінь-Каширській громаді Камінь-Каширського району Волинської області. Населення становить 826 осіб.

## Населення
Згідно з переписом УРСР 1989 року чисельність наявного населення села становила 848 осіб, з яких 417 чоловіків та 431 жінка.
За переписом населення України 2001 року в селі мешкала 961 особа 100 % населення вказало своєю рідною мовою українську мову..

## Історія
До 7 серпня 2018 року — адміністративний центр Гуто-Боровенської сільської ради Камінь-Каширського району Волинської області.